# أوسكار لوبيز (لاعب كرة قدم أرجنتيني)
أوسكار لوبيز (بالإسبانية: Oscar López)‏ (11 ديسمبر 1937 في الأرجنتين - ) هو مدرب كرة قدم ولاعب كرة قدم أرجنتيني في مركز الوسط. لعب مع إنديبندينتي وبانفيلد وبوكا جونيورز وكيلمس.

## وصلات خارجية
- أوسكار لوبيز على موقع قاعدة بيانات كرة القدم.إي يو (الإنجليزية)
- أوسكار لوبيز على موقع عالم كرة القدم.نت (الإنجليزية)